# Sistema di bigliettazione elettronica
Un sistema di bigliettazione elettronica (conosciuto con l’acronimo SBE, o anche AFCS, in inglese Automatic Fare Collection System) è un insieme di tecnologie, dispositivi e procedure utilizzati nel trasporto pubblico per l'emissione, la validazione e il controllo di titoli di viaggio in formato digitale, in sostituzione o integrazione dei i tradizionali biglietti cartacei.
Tali sistemi sono utilizzati in diversi mezzi del trasporto pubblico locale, tra cui autobus, tram, metropolitane, ferrovie regionali e servizi marittimi. L’infrastruttura di bigliettazione elettronica comprende apparecchiature come validatrici, sistemi di localizzazione, terminali di bordo e tornelli. I titoli di viaggio elettronici sono memorizzati su supporti come smart card, codici QR o applicazioni per dispositivi mobili, e possono essere integrati con piattaforme di pagamento elettronico.

## Descrizione
Un sistema di bigliettazione elettronica è costituito da diversi sotto-sistemi che collaborano per garantire la gestione automatizzata dei processi di emissione, validazione, controllo e contabilizzazione dei titoli di viaggio all’interno del trasporto pubblico.

### Sistemi di vendita
Il sotto-sistema di vendita è responsabile dell'emissione e della ricarica dei titoli di viaggio agli utenti. Le modalità di vendita possono includere sportelli fisici presso punti vendita autorizzati, distributori automatici installati in stazioni o aree urbane, portali web e applicazioni mobili, offrendo agli utenti diverse opzioni per acquistare o rinnovare i titoli. I titoli di viaggio possono essere archiviati su supporti fisici come smart card contactless (basate sugli standard MIFARE, Calypso, FeliCa o MIT), oppure in formato digitale tramite codici QR o applicazioni dedicate per dispositivi mobili. I sistemi di vendita integrano anche strumenti di pagamento elettronico, permettendo transazioni con carte di credito, debito, wallet digitali o sistemi di pagamento contactless.

### Sistema di validazione

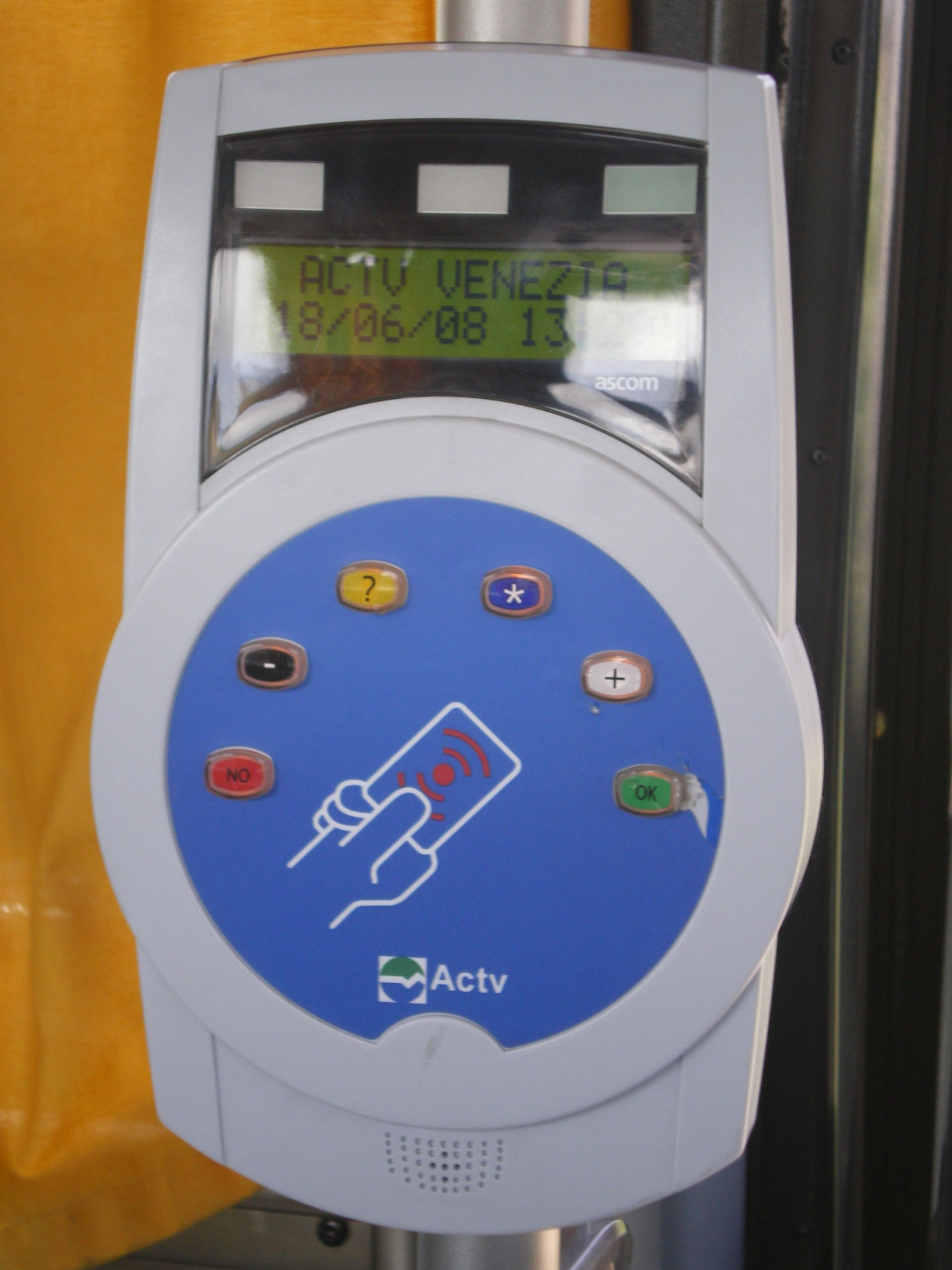
La prima serie di validatrice di biglietti e abbonamenti di ACTV

Il sotto-sistema di validazione si occupa del controllo e della verifica dei titoli di viaggio durante l'accesso ai mezzi o alle infrastrutture di trasporto. I dispositivi di validazione sono installati a bordo dei veicoli o presso gli ingressi di stazioni e fermate (ad esempio tornelli o varchi). Le validatrici sono dotate di lettori contactless in grado di interagire con smart card e dispositivi mobili, e di scanner per codici QR. Al momento della validazione, il dispositivo verifica la validità del titolo, registra l'utilizzo e ne  aggiorna in tempo reale il credito residuo.
Questi dispositivi possono essere integrati con sistemi di localizzazione automatica dei veicoli, che forniscono informazioni sulla posizione del mezzo in tempo reale in modo da permette di applicare tariffe differenziate in base alla zona o al percorso effettuato senza richiedere interventi manuali da parte del personale di bordo, e di visualizzare in tempo reale la posizione del mezzo attraverso applicazioni mobili o display a bordo strada, nell’ambito dei servizi di infomobilità.
In alcuni casi, il sistema di validazione può includere anche funzioni di monitoraggio, in particolare il controllo degli accessi, il monitoraggio della capienza e rilevamento automatico degli utenti per supportare la sicurezza e l’ottimizzazione del servizio.

### Sistema di comunicazione
Il sotto-sistema di comunicazione gestisce lo scambio di dati tra i dispositivi di bordo e il centro di gestione. La trasmissione delle informazioni può avvenire in tempo reale o in modalità differita, a seconda delle infrastrutture disponibili e delle esigenze operative. Le reti di comunicazione impiegate possono includere collegamenti cablati attraverso l'utilizzo di cavi ethernet o trasmissioni seriali, e/o reti wireless, 3G, 4G, 5G o WiFi.
Questo sotto-sistema garantisce la sincronizzazione delle informazioni relative ai titoli di viaggio, la trasmissione degli aggiornamenti tariffari e la raccolta dei dati di utilizzo per le analisi statistiche e la gestione economica.

### Sistema centrale
Il sistema centrale è il cuore operativo e gestionale dell’intero sistema di bigliettazione elettronica. In questa componente vengono elaborati i dati provenienti dai validatori e dai sistemi di vendita, gestisce le tariffe e le politiche commerciali, e realizza la ripartizione degli introiti tra gli operatori del trasporto. Il sistema centrale include software per il clearing finanziario, ovvero la gestione delle transazioni economiche tra i vari enti coinvolti, e strumenti per il monitoraggio in tempo reale dello stato del sistema e per la produzione di report analitici.
Le piattaforme centrali possono essere integrate con sistemi di business intelligence per supportare la pianificazione strategica e operativa, l'ottimizzazione delle risorse e il miglioramento continuo del servizio offerto ai passeggeri.

## Le esperienze in Italia
In Italia numerose realtà si sono dotate nel tempo di sistemi di bigliettazione elettronica per coprire ambiti più o meno vasti (città, province, regioni). Uno dei progetti su più vasta scala è il progetto "Mi Muovo", che ha consentito dal 2012 di realizzare la piena integrazione tariffaria e tecnologica per tutti i servizi di trasporto pubblico locale (su strada e su ferrovia) della Regione Emilia-Romagna.

## Le sperimentazioni con il cellulare
Nel 2011 è partita a Milano la sperimentazione di un sistema di bigliettazione che fa uso del telefonino. Si potrà così utilizzare il cellulare per comprare e validare i biglietti dell'autobus o della metropolitana. La tecnologia che consente questa innovazione è la NFC (Near Field Communication).